# Атлантический менхэден
Атлантический менхэден (устар. «менгаден», лат. Brevoortia tyrannus) — вид лучепёрых рыб из семейства сельдевых. Распространён в западной части Атлантического океана от Канады (Новая Шотландия) до южной оконечности Флориды.

## Описание
Длина взрослых рыб обычно колеблется от 18 до 32 см, максимальная зарегистрированная длина 50 см, а масса около 1,2 кг. Тело серебристое, хотя бока ближе к латунному оттенку. Спина тёмно-синевато-зелёная. Чешуя по бокам тела выше анального плавника более мелкая и расположена неравномерно. За жаберной крышкой есть чёрное пятно, за ним следуют шесть рядов более мелких тёмных точек.
Довольно высокое тело довольно сжато с боков. Голова крупная; конец верхней челюсти большого наклонного рта заходит за вертикаль заднего края глаза или лишь достигает ее. Тело покрыто крупной циклоидной чешуёй, видоизмененные предорсальные чешуи (33—39) и чешуи брюшного киля (19—21, до брюшного плавника и 11—31 чешуя между брюшным и анальным плавниками) хорошо выражены. В спинном плавнике 19—20 лучей; в анальном 20—24; в грудных 16—17; в брюшных 7; жаберных тычинок на нижней половине жаберной дуги 100—150; в боковой линии 40—58 (обычно 45—52) чешуй; позвонков 45—50 (обычно 47—49).

## Экология
Атлантический менхэден — это океаническая стайная пелагическая рыба, летом встречающаяся в закрытых, прибрежных водах. А на зиму перемещается в глубоководные, открытые воды. Населяет морские и солоноватые воды. Встречается на глубине около 20 метров, но может опускаться до 50 метров. Взрослые особи держатся ближе к поверхности воды, обычно на мелководье, находящимся на континентальном шельфе большими скоплениями вблизи к дельте. Молодь тоже океаническая, держится меньшими стайками ближе к устью рек.
Питается зоопланктоном и фитопланктоном, в особенности диатомовыми водорослями и веслоногими ракообразными. Является добычей для сайды, различных морских птиц, китов и морских свиней.

### Заболевания и паразиты
Данная рыба подвержена различным заболеваниям поверхности тела, внутренних органов и мускулатуры, также является хозяином различных паразитов. Основными заболеваниями являются вертёж, кожные язвы, вызванные грибком Aphanomyces invadans; на теле паразитируют различные виды паразитов, которые вызывают у рыб различные раздражения и повреждения покрова, например, из-за Lernaeenicus radiatus и Olencira praegustator, и другие виды заболеваний и паразитов.
Среди эктопаразитов менхэдена отмечены: Lernaeenicus radiatus (Le Sueur, 1824), Bomolochus teres Wilson C. B., 1911, Caligus chelifer Wilson C. B., 1905, Lernanthropus brevoortiae Rathbun, 1887, Clavellisa spinosa Wilson C. B., 1915

## Взаимодействие с человеком

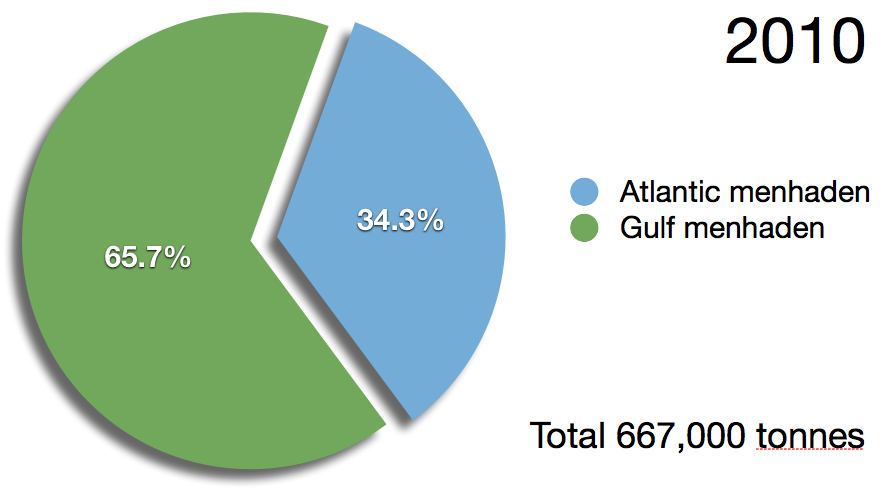
Общемировой улов атлантического и заливного менхэдена в 2010 году

Является объектом коммерческого промысла и спортивного рыболовства. Более 90 % уловов приходится на США. Промысел ведётся сейнерами, с помощью различных сетей. Из атлантического менхэдена производят рыбную муку и вырабатывают жир.